# Dominique Chauvelier

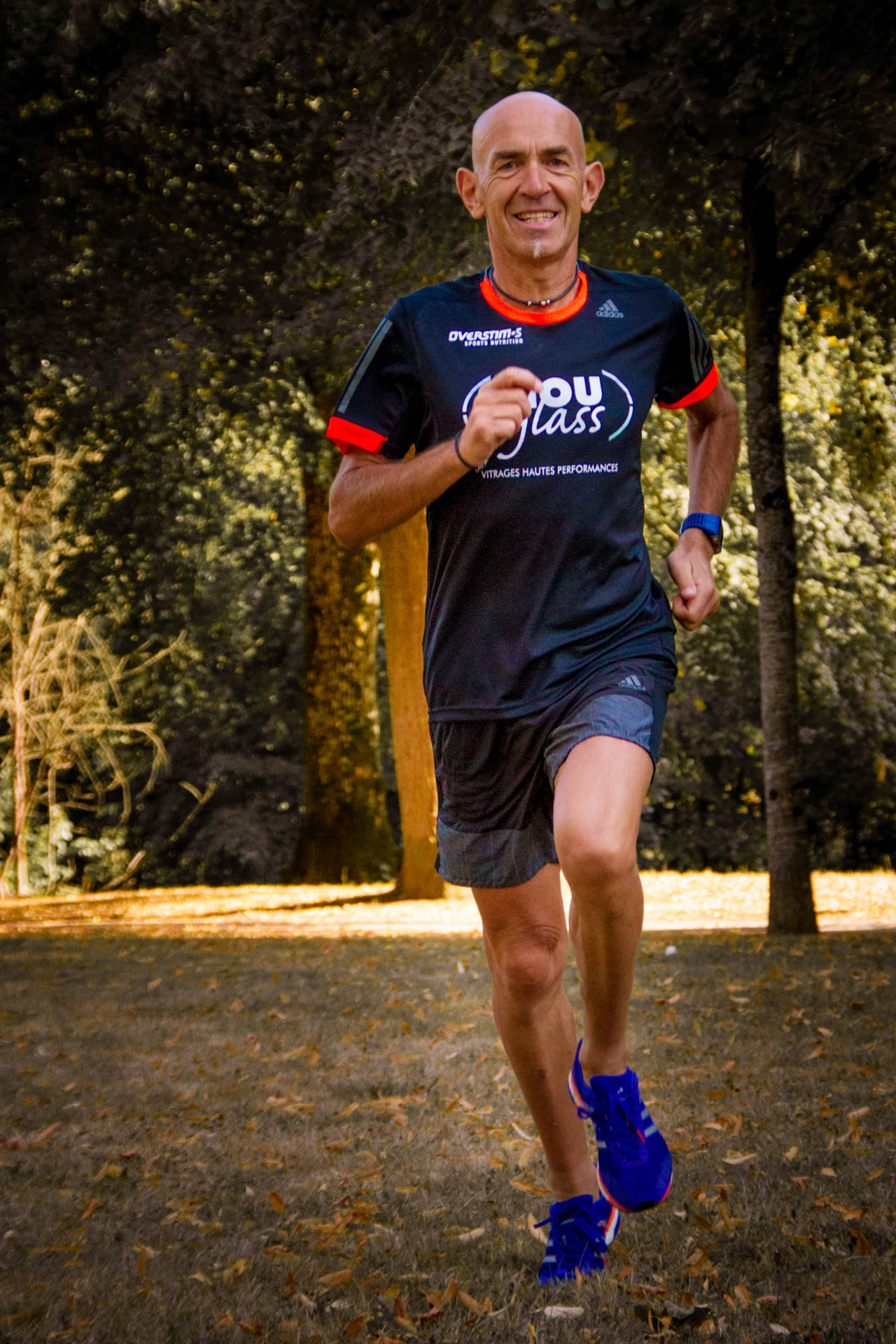
Dominique Chauvelier, 2015

Dominique Chauvelier (* 3. August 1956 in La Flèche) ist ein französischer Langstreckenläufer, der seine größten Erfolge im Marathon hatte.
1981 wurde er zum ersten Mal nationaler Meister im Marathon, und 1982 siegte er beim Helsinki-Marathon. Bei den Leichtathletik-Weltmeisterschaften 1983 in Helsinki kam er auf den 46. Platz.
1985 gewann er die 25 km von Berlin. 1988 wurde er Elfter beim London-Marathon und Vierter beim Peking-Marathon, 1989 folgte einem fünften Platz beim IAAF-Weltcup-Marathon in Mailand der Sieg beim Reims-Marathon.
1990 gewann er bei den Leichtathletik-Europameisterschaften in Split die Bronzemedaille. Außerdem wurde er in diesem Jahr französischer Meister im 25-km-Straßenlauf und im Marathon. Im Jahr darauf wurde er Achter beim Tokyo International Men’s Marathon, kam bei den Weltmeisterschaften in Tokio auf Rang 15 und verteidigte seinen nationalen Marathontitel.
Bei den Olympischen Spielen 1992 belegte er den 31. Platz.
1993 wurde er Siebter in Tokio, wurde als Gesamtneunter beim Paris-Marathon zum vierten Mal französischer Marathonmeister, lief bei den Weltmeisterschaften in Stuttgart auf dem 25. Platz ein und kam beim im Rahmen des San-Sebastián-Marathons ausgetragenen IAAF-Weltcup-Marathon auf den 17. Platz. Im Jahr darauf wurde er bei den Europameisterschaften in Helsinki Zehnter.
1995 wurde er beim IAAF-Weltcup-Marathon in Athen Elfter und kam bei den Weltmeisterschaften in Göteborg auf den 39. Platz. Bei den Halbmarathon-Weltmeisterschaften 1996 in Palma lief er auf Rang 59 ein, und bei den Weltmeisterschaften 1997 in Athen erreichte er den 38. Platz. Bei seinem letzten internationalen Wettkampf, den Europameisterschaften 1998 in Budapest, erreichte er nicht das Ziel.
Siebenmal nahm er an Crosslauf-Weltmeisterschaften teil, mit einem 36. Rang 1984 als bester Platzierung.
Dominique Chauvelier ist 1,81 m groß und wiegt 68 kg. Er ist weiterhin als Altersläufer aktiv und wurde 2006 französischer Meister der Altersklasse V2 im Crosslauf, im 10-km-Straßenlauf und im Halbmarathon.

## Persönliche Bestzeiten
- 10.000 m: 28:50,88 min, 8. Mai 1985, Saint-Maur-des-Fossés
- 20.000 m: 59:14,6 min, 25. März 1989, La Flèche (Zwischenzeit)
- Stundenlauf: 20.269 m, 25. März 1989, La Flèche
- 25.000 m: 1:15:56,7 h, 13. Juni 1992, La Flèche (Zwischenzeit, aktueller französischer Rekord)
- 30.000 m: 1:31:53,2 h, 13. Juni 1992, La Flèche (aktueller französischer Rekord)
- Halbmarathon: 1:02:38 h, 19. September 1993, Cancale
- Marathon: 2:11:24 h, 16. April 1989, Mailand